# YOU ARE MY STAR
「YOU ARE MY STAR」（ユー・アー・マイ・スター）は、2009年2月4日に発売されたAIの19枚目のシングルである。

## 概要
- 2009年第一弾のシングルである。

## 収録曲
1. YOU ARE MY STAR

1. people in the World -Movie’s Short Ver.- 
  - 日活配給映画「ララピポ」主題歌